# Armar Lowry-Corry (5e comte Belmore)
Pour les articles homonymes, voir Corry.
Armar Lowry-Corry, 5e comte Belmore (5 mai 1870 - 12 février 1948), est un noble irlandais et le fils aîné de Somerset Lowry-Corry.

## Biographie
Il est né à Government House, à Sydney, en Australie quand son père est Gouverneur de Nouvelle-Galles du Sud, baptisé à la cathédrale de Sydney et titré vicomte Corry jusqu'à ce qu'il succède à son père au comté en 1913. 
De 1881 à 1883, il fréquente la Malvern House Preparatory School, près de Douvres, puis de 1883 à 1887 le Winchester College. Avant de se rendre à Cambridge, il passe un an à l'école du révérend AK Harlock à Bruxelles, puis à Trinity Hall (Cambridge) en 1888, où il obtient son diplôme en 1891 ,. Il se forme ensuite comme avocat au Inner Temple et est appelé au barreau en 1897 . 

## Château Coole

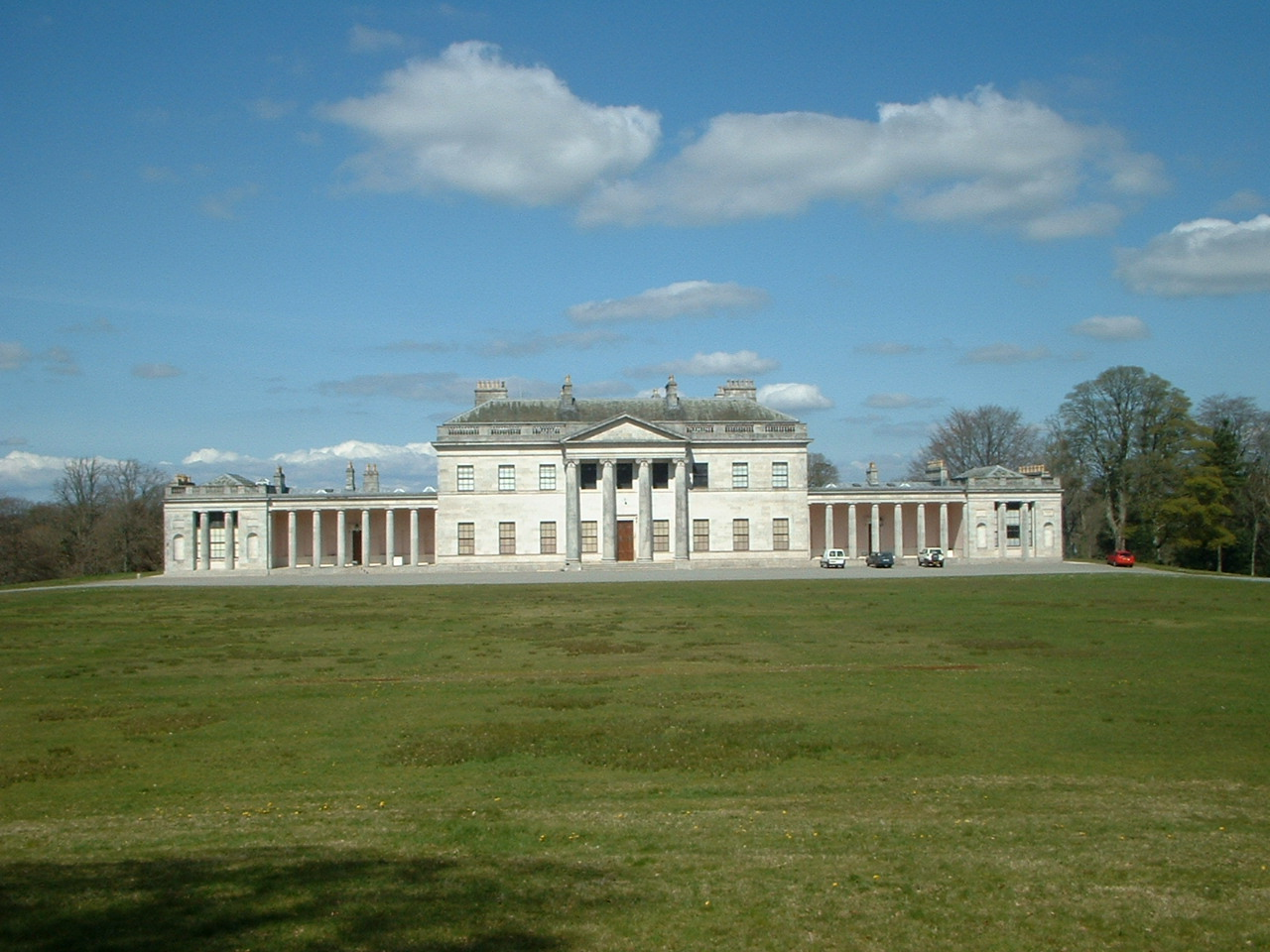
Castle Coole

Il obtient le grade de capitaine des Royal Inniskilling Fusiliers. Il occupe les postes de haut shérif du comté de Fermanagh (1895) et de haut shérif du comté de Tyrone (1901), juge de paix dans les comtés de Fermanagh et de Tyrone et lieutenant-suppléant du comté de Fermanagh. Il est responsable du siège ancestral de la famille, le Château de Coole, dans le comté de Fermanagh. Pendant la Seconde Guerre mondiale, toutes les maisons de campagne dans le comté sont réquisitionnés par les forces armées en raison de l'importance stratégique de l'Hydravion à coque basé à Lough Erne. 
Comme l'explique Mark Bence-Jones, "Lord Belmore, un célibataire âgé et autocratique, a essayé de tenir les militaires hors de son propre pays de Castlecoole (sic), mais il a été découvert que l'endroit avait été détenu à l'origine par une subvention de Plantation. Les autorités ont alors déclaré que Castlecoole était en déshérence et l'a rendu à Lord Belmore lorsque l'armée l'a quitté. Les militaires ne sont toutefois pas allés dans la maison où Lord Belmore vivait sans être dérangé. Son frère célibataire plutôt triste et ses quatre sœurs célibataires, les dames Lowry-Corry, avec qui il n'était pas en conversation, vivaient dans ce même palais somptueux, un manoir classique donnant sur un lac habité par une volée d'oies cendrées." 
Il meurt le 12 février 1948 à l'âge de 77 ans. Son seul frère survivant lui succède.